# Пугачовка (Жашковский район)
Пугачо́вка (укр. Пугачівка) — село в Жашковской городской общине Уманского района Черкасской области Украины.
Население по переписи 2001 года составляло 1226 человек. Почтовый индекс — 19241. Телефонный код — 4747.

## Местный совет
19241, Черкасская обл., Жашковский р-н, с. Пугачовка

## Галерея

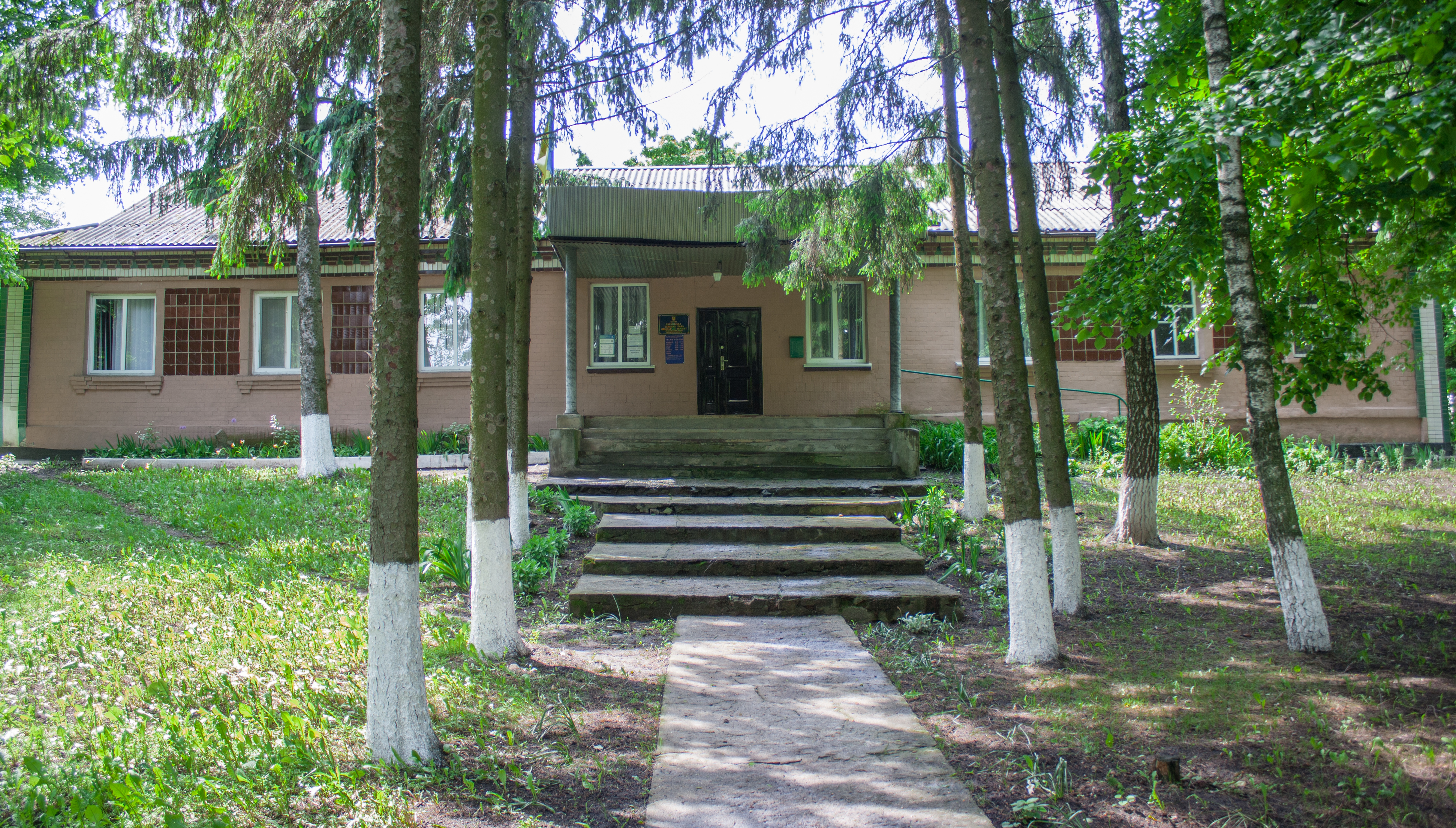
Сельский совет
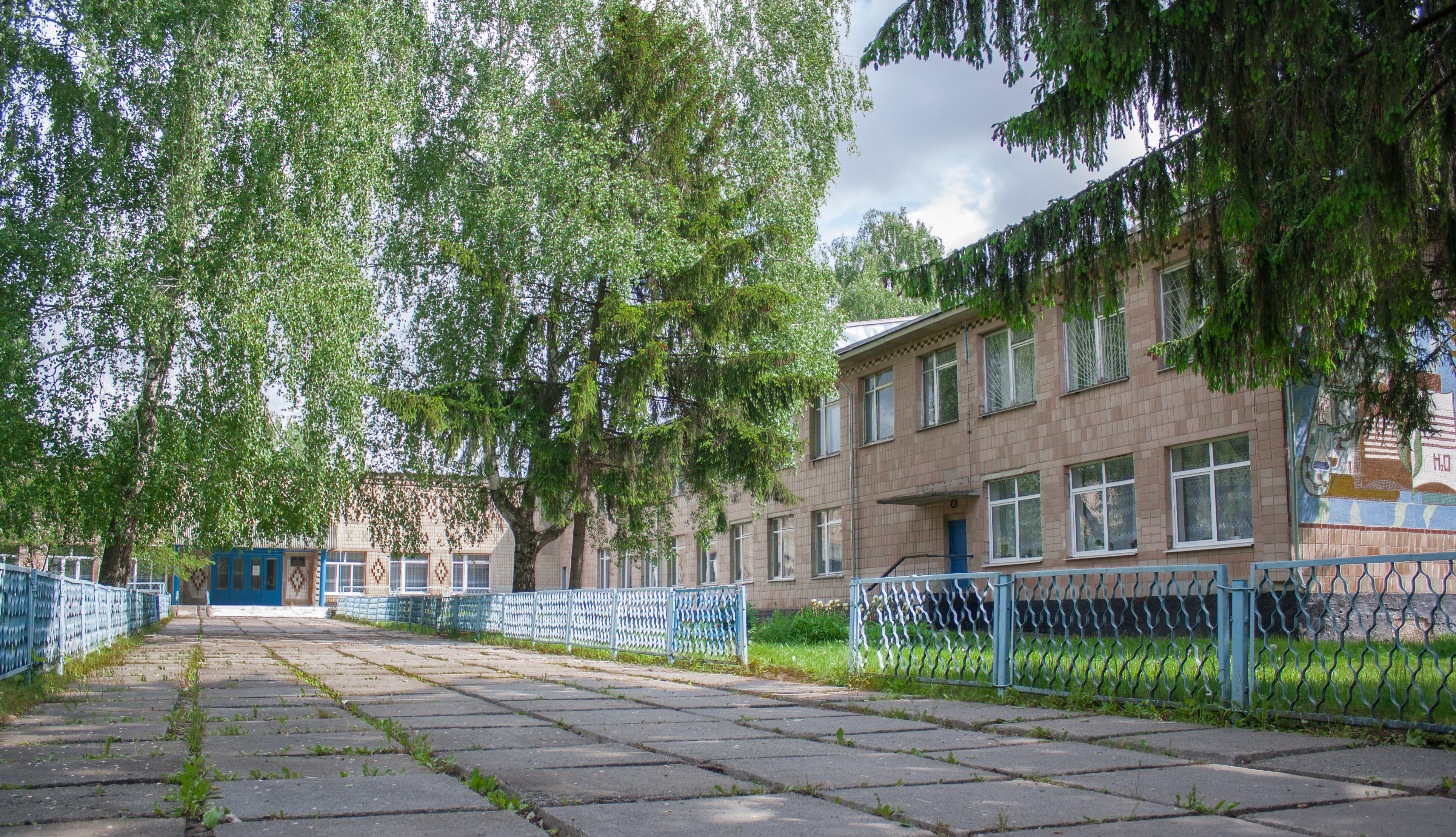
Школа
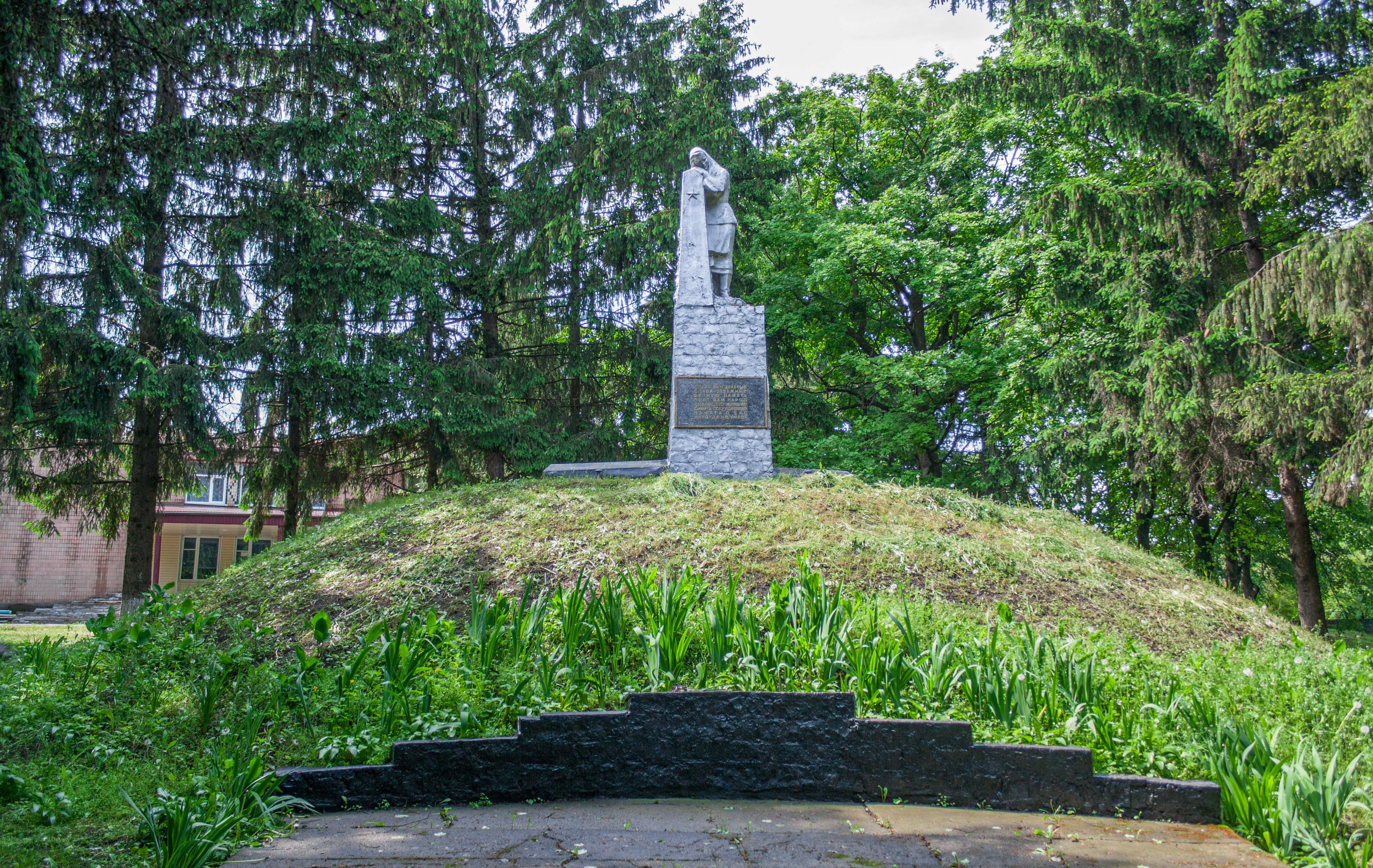
Памятник воинам-односельчанам, погибшим в Великой Отечественной войне